# Yusuke Ishii
Yusuke Ishii (石井 雄輔 Ishii Yūsuke?, nacido el 25 de junio de 1991 en Kanagawa) es un exfutbolista japonés. Jugaba de delantero y su último club fue el National Police Commissary FC.

## Trayectoria

### Clubes
| Club                          | País    | Año  |
| ----------------------------- | ------- | ---- |
| Fujieda MYFC                  | Japón   | 2014 |
| National Police Commissary FC | Camboya | 2015 |

## Estadística de carrera

### J. League
| Club         | Año   | J. League | J. League | Copa J. League | Copa J. League | Total | Total |
| Club         | Año   | Part.     | Goles     | Part.          | Goles          | Part. | Goles |
| ------------ | ----- | --------- | --------- | -------------- | -------------- | ----- | ----- |
| Fujieda MYFC | 2014  | 23        | 2         | -              | -              | 23    | 2     |
| Total        | Total | 23        | 2         | 0              | 0              | 23    | 2     |